# Carrión de Calatrava
Carrión de Calatrava ist ein zentralspanischer Ort und eine Gemeinde (municipio) mit 3.233 Einwohnern (Stand: 2024) im Zentrum der Provinz Ciudad Real in der autonomen Region Kastilien-La Mancha.

## Lage und Klima
Carrión de Calatrava liegt in der weitgehend ebenen und wasserarmen Landschaft von La Mancha knapp zehn Kilometer (Fahrtstrecke) ostnordöstlich der Provinzhauptstadt Ciudad Real bzw. ca. 200 km südlich von Madrid in einer Höhe von ca. 615 m. Durch die Gemeinde fließt der Guadiana.
Das Klima ist gemäßigt bis heiß; der eher spärliche Regen (ca. 420 mm/Jahr) fällt – mit Ausnahme der zumeist eher trockenen Sommermonate – verteilt übers Jahr.

## Bevölkerungsentwicklung
| Jahr      | 1970 | 1981 | 1991 | 2001 | 2011 | 2021 |
| Einwohner | 2505 | 2407 | 2448 | 2640 | 3003 | 3086 |

Trotz der Mechanisierung der Landwirtschaft, der Aufgabe bäuerlicher Kleinbetriebe („Höfesterben“) und dem daraus resultierenden Verlust von Arbeitsplätzen ist die Einwohnerzahl der Gemeinde in der zweiten Hälfte des 20. Jahrhunderts nur leicht gesunken.

## Sehenswürdigkeiten
- Die historische Festungsstadt Calatrava la Vieja war eine der wichtigsten Städte der Umayyaden, die im 8. Jahrhundert gegründet wurde. Dort wurde 1158 der Calatrava-Orden gegründet. Ab dem 13. Jahrhundert begann der Niedergang.
- Jakobuskirche

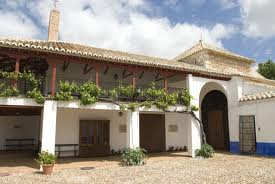
Marienkapelle
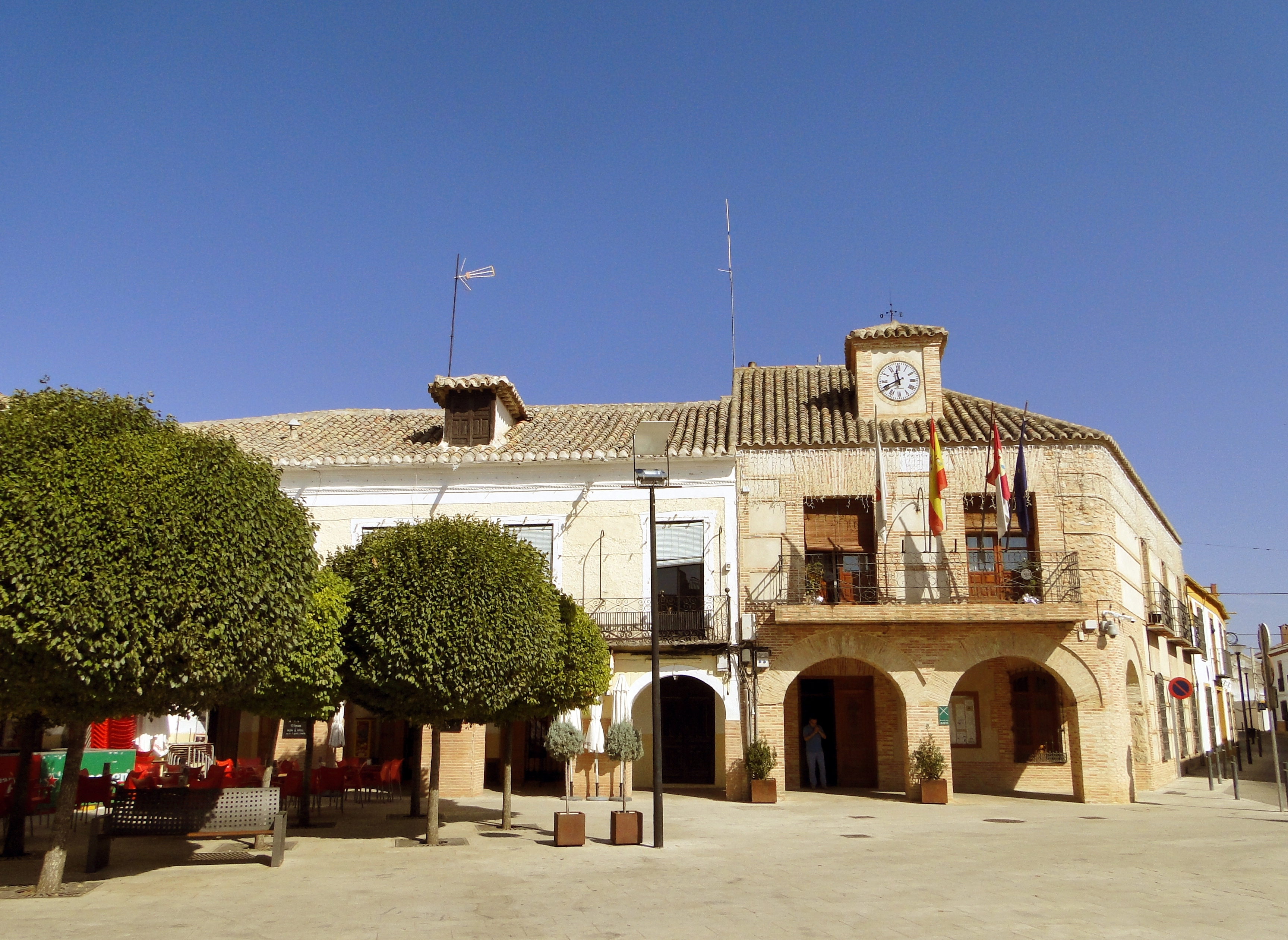
Rathaus

- Marienkapelle
- Rathaus

## Persönlichkeiten
- Félix Huete (1914–1991), Fußballspieler
- María José Pérez (* 1992), Langstrecken- und Hindernisläuferin